# Al Zafir
Al Zafir – egipski rakietowy pocisk balistyczny krótkiego zasięgu. Jeden z trzech pocisków rozwijanych do 1966 z pomocą Republiki Federalnej Niemiec, obok Al Kahir i Al Raid.

## Historia

### Rozwój
Prace nad pociskiem rozpoczęto w 1958 roku, a testy przeprowadzano w latach 1961–1962. Egipt chciał ich wyprodukować ok. 400 sztuk. Pocisk wykorzystywał wiele rozwiązań z rakiet V2, gdyż początkowo był rozwijany przez specjalistów wcześniej pracujących dla hitlerowskiej Luftwaffe, uprowadzonych przez Mosad w ramach Operacji Damokles, m.in. Wolfganga Pilza. Z uwagi na rozwój projektu i naciski RFN, po 1964 praktycznie nie brali oni udziału w pracach i opuścili Egipt.
Pocisk został pierwszy raz pokazany publicznie w trakcie defilady wojskowej w Kairze 23 lipca 1963.
W pocisku próbowano używać również elementów francuskich, np. systemów naprowadzania z rakiet Véronique.